# Yorin FM
Yorin FM was een Nederlandse commerciële radiozender van HMG (nu RTL Nederland), die naast de gelijknamige televisiezender Yorin bestond. De zender begon als Holland FM en had diverse namen, waaronder Hitradio Veronica en vanaf 1 januari 1998 Veronica FM. De zender droeg de naam Yorin FM van april 2001 tot april 2006. De zender ontstond op vrijdag 1 september 1995, de dag dat Veronica besloot om commercieel te gaan en samen met RTL de Holland Media Groep ging vormen.

## HitRadio 1224
Veronica had in 1994, samen met Joop van den Ende, het radiostation Holland FM gekocht. Dit werd eerst omgevormd naar HitRadio Holland FM. Hierop draaiden bekende namen zoals Robert Jensen en Rick Romijn (o.a. als sidekick van Evers Staat Op). Op 1 april 1995 werd HitRadio Holland FM hernoemd naar HitRadio 1224. Dit verwees naar de middengolffrequentie 1224 kHz waarop het station zijn uitzendingen verzorgde. Op 1224 waren ook Edwin Evers (Evers in de Morgen presenteerde hij daar), Gijs Staverman en Jan Paparazzi (toen bekend onder de naam Jan van Zanten) te horen.
In juli 1995 maakte Jeroen van Inkel, naast op dat moment zijn programma voor Radio 3FM, onofficieel de overstap naar HitRadio 1224. Bij wijze van publiciteitsstunt kondigde hij aan niet langer te willen werken voor Radio 3FM en stapte over naar 1224, dat vanaf 1 september 1995 verder zou gaan als HitRadio Veronica. Na op 31 augustus 1995 zijn laatste Rinkeldekinkel op Radio 3FM te hebben gepresenteerd, was dit tevens de officiële overstap van Van Inkel naar de commerciële radiozender van Veronica.
Het gemiddelde marktaandeel van het radiostation lag op 0,7 procent. Stationvoices waren Alfred Lagarde en Julia Samuël.

## HitRadio Veronica
HitRadio Veronica was de opvolger van HitRadio 1224. Op vrijdag 1 september 1995 ging HitRadio Veronica van start op de middengolffrequenties 828 kHz (362 m) en 1224 kHz (245 m) en op dat moment overal in FM stereo op de kabel. Het was de bedoeling dat later dat jaar nog een middengolffrequentie 1035 kHz vanuit Hunsel in de lucht werd gebracht om Zuidoost-Nederland te bedienen. Omdat de zender vanaf het begin verlies leed is er uiteindelijk voor gekozen om de derde middengolf zender niet aan te zetten.
Het marktaandeel schommelde in 1995/1996 rond de 2,5 procent en groeide in 1997 door tot 3 procent. In het eerste jaar was de vormgeving gebaseerd op het Hitradio jingle pakket van JAM Creative Productions/Top Format, maar in 1996 is dit vervangen door een nieuw pakket van Top Format en kreeg het station de slogan: De hits van gisteren en het beste van nu.
Op de zender was onder andere de succesvolle show Rinkeldekinkel van Jeroen van Inkel te horen. Ook Jensens Avond Escapades met Robert Jensen, en De Vrijdagavondkeet met Robert Jensen en Edwin Evers hadden een plek in de programmering. Andere dj's op de zender waren Gijs Staverman, Edwin Diergaarde en Kas van Iersel. Ook Rob Stenders en Martijn Krabbé waren in 1995 en 1996 korte tijd op HitRadio Veronica te horen.

## Veronica FM
Op 1 januari 1998 veranderde het station opnieuw van naam. Omdat het station FM-frequenties kreeg, werd de zender omgedoopt tot Veronica FM. De uitzendingen op de tot dan toe gebruikte AM-frequenties 828 kHz en 1224 kHz werden korte tijd later gestaakt. De zender had een beperkte etherdekking via de FM band van 15 procent. De voornaamste concurrenten waren Radio 538, dat een groter bereik had dan Veronica FM en de publieke popzender Radio 3FM, dat een landelijke FM dekking heeft. Slogans van het station waren onder andere "Het nieuwe geluid van je radio" en "De nummer 1 hitradio".

## Yorin FM
Toen Veronica in 2000 besloot om zijn HMG-aandelen te verkopen, werd afgesproken dat de naam Veronica nog ruim een jaar lang mocht worden gebruikt op radio en televisie. Na deze periode moest gebruik worden gemaakt van een nieuwe naam. Eerst werd besloten de naam Me te gebruiken, maar daar werd van afgezien nadat kledingketen WE met een proces dreigde, omdat de namen te veel op elkaar zouden lijken. Uiteindelijk koos men voor Yorin. Op 2 april 2001 werd eerst de radiozender en later de televisiezender omgedoopt. De slogan werd na de naamswijziging naar Yorin FM getransformeerd tot "Jouw nummer 1 hitradio".
Diskjockeys die in die periode op de zender te beluisteren waren, waren onder meer Robert Jensen, Gijs Staverman, Wouter van der Goes en Michael Pilarczyk. Ook hadden Formule 1-commentator Olav Mol, tv-presentator Beau van Erven Dorens en acteur Joost Buitenweg programma's op Yorin FM. In 2003 vertrok programmaleider en dj Robert Jensen met zijn team naar Noordzee FM.
De luistercijfers van de radiozender voldeden niet aan de beoogde doelen. Daarom besloot Yorin FM in juni 2004 het roer om te gooien en zich duidelijk te onderscheiden van andere radiostations. Dit deden ze door alleen nog pop- en rockhits te draaien, in een mix van zowel oudere als nieuwere nummers. Ook trokken ze onder anderen Rob Stenders, Henkjan Smits en later Henk Westbroek en Robert Jensen (weer) aan om luisteraars te trekken. Dit 'nieuwe' Yorin FM begon met Stenders Vroeg Op op 14 juni 2004 op het EK voetbal. In augustus 2004 kwamen ze live vanuit Athene om de Olympische Spelen te verslaan.
Yorin FM voerde diverse acties met grote prijzen; zo gaf het station tweemaal een jaar lang "gratis" leven in een villa in de Algarve weg. Toyota bracht een actiemodel op de markt, de Yaris Yorin. Ook werd regelmatig aan het format gesleuteld, totdat er op een gegeven moment ook weer dance en urban gedraaid werd. Ondanks alles slaagde Yorin FM er niet in om de luistercijfers te doen stijgen.
Op 12 augustus 2005 werd de televisiezender Yorin tot RTL 7 omgedoopt. Aanvankelijk zou de naam Yorin FM blijven bestaan. Op 4 januari 2006 is Yorin FM overgenomen door SBS Broadcasting Nederland, waarna het op 18 april 2006 omgedoopt werd in Caz!. Op dat moment kreeg de zender ook een nieuw format en, op enkele uitzonderingen na, andere diskjockeys.

## Voormalige diskjockeys op Yorin FM
- Lijst van diskjockeys op Yorin FM